# C24H25NO2
化学式C24H25NO2（摩尔质量：359.469 g/mol）可以指：
- 去甲内昔芬（英语：Norendoxifen），CAS号：1217237-98-3
- 4-甲氧基-N-三苯甲基丁酰胺，CAS号：6622-13-5

|  | 这个同类索引页列出了具有相同分子式的化学物（即同分異構體）条目。 除非您是有意链接至本页，否则应将相应条目的内部链接指向正确的条目。 |